# Mitică Pricop
Mitică Pricop (n. 25 octombrie 1977, Constanța, România) este un canoist român, component al clubului sportiv Dinamo București, laureat cu aur și cu bronz la Sydney 2000.

## Palmares
ANUL	DETALII COMPETITIE     PROBE / REZULTATE

1995	 C. M. JUNIORI   IAMANASHI   (JAPONIA)      	C1  1000 M   Loc 8                                                                      C1  500   M   Loc 6
1998	 C. M. UNIVERSITAR ZAGREB   (CROATIA)              	C4  1000 M   AUR
C4  500   M   AUR
C2  500   M   AUR                                                                        C2  1000 M   ARG
1999    	C. M. SENIORI   MILANO (ITALIA)                	C4  1000 M   ARG
C4  500   M   ARG
C4  200   M   BRZ
C2  200   M   Loc 4
1999    	C.E.SENIORI    ZAGREB (CROATIA)                	C4  1000 M   ARG 
C4  500   M   ARG
C4  200   M   ARG
C2  200   M   ARG
2000   	JOCURILE  OLIMPICE  SYDNEY   (AUSTRALIA)                     	C2  1000 M   AUR
C2  500   M   BRZ
2001   	C.E.SENIORI   MILANO (ITALIA)	C2   1000 M   AUR
C2   500   M   AUR
C4   200   M   ARG
2001  	C.M.SENIORI   POZNAN  (POLONIA)	C2   500   M   BRZ
C2   1000 M   Loc 6
C4   200   M    Loc 4
2002  	C.M.SENIORI  SEVILLA (SPANIA)	C4  500     M   AUR
C4  200     M    BRZ
C4  1000   M   Loc 4
2002   	C.E.SENIORI   SZEGED (UNGARIA)	C4  1000   M    ARG
C1   200    M    Loc  10
2002   	C.M.UNIVERSITAR   BARI   (ITALIA)                     	C2  1000  M    AUR 
C2  500    M    AUR
C4  500    M    AUR
2002   	C. BALCANIC   PLOVDIV   (BULGARIA)       	C2   1000  M   AUR
C2    500    M   AUR
2003  	C.M.SENIORI  GAINESVILLE  (U.S.A.)  	C4   500    M    AUR
C4   200    M     BRZ
C1  1000   M    Loc  13
2004   	C.E.SENIORI   POZNAN     (POLONIA)              	C4  1000   M    ARG
2004   	JOCURILE OLIMPICE    ATENA   (GRECIA)                     	C1   1000  M    Loc 12
16 medalii de aur la Cupele Mondiale
31 de titluri de Campion Național al României (Juniori, Tineret, Seniori)